# 跳闪！2 阿罗哈男爵大伤脑筋之卷
《跳闪！2 阿罗哈男爵大伤脑筋之卷》是一款由Exact制作、索尼互動娛樂制作的第一人称射击平台游戏。游戏于1996年在PlayStation发行。本游戏是一年前发行的《跳闪！》的续作。游戏之后于2009年通过PlayStation Network在PlayStation 3和PlayStation Portable上移植发行。
游戏围绕着一个名为Robbit的机器兔子主角。它为了搜寻丢失的Muu Muu。它们被游戏中新的对手Kabuki队长分散在游戏中不同的关卡。Robbit必须探索每个扩展世界来重新获取所有的丢失的Muu Muu。与前作类似，游戏是第一人物视角。许多界面是从首作《跳闪！》移植过来，目的是在开发过程中节约时间。新的特征包括更为长的绘制距离、更新的人工智能和一个显示是否能够跳过平台的进度条。
与前作类似，《跳闪！2》收到评论者好评。他们赞扬了游戏中更新的界面、先进的图像和游戏剧情。它们“真的比对手出色”。然而，与其前作相同的是，本游戏由于其内容较短、缺乏挑战剧情并且结尾与首作类似而收到批评。尽管如此，《跳闪！2》获得足够的人气而产生一个最终续作《Robbit Mon Dieu》。

## 剧情
游戏的设置是在该系列前作《跳闪！》之后的一个未知时间。在Robbit谴责了Baron·阿罗哈以接管Crater星球的计划之后（来自与首作的事件），阿罗哈为了躲避灾祸而回到了他的星球小Muu。
然而当计划复仇时，阿罗哈开始面对到来自对于它的星球的攻击。一个敌对的外星入侵者Kabuki船长（由Lorelei King配音）登陆小Muu并且开始将其一篇篇拆开。而不是像阿罗哈曾经在首作中那样对于Crater星球那样。阿罗哈通过他的空间舱逃离猛烈攻击，并且在一个远离小Muu的小行星上着陆。在这里，它向它的敌人Universal City Hall寻求帮助。再一次，Robbit被派往去帮助并且设法使得Kabuki控制下得部分小Muu得到自由。最终面对到与Kabuki的一对一格斗。Robbit击败了Kabuki，使其逃离。
阿罗哈仍然对Robbit怀有恶意。他寻求Kabuki的帮助，使其信服并形成一个联盟。这样他们能够一起破坏Robbit。作为交换，阿罗哈将会支付Kabuki一笔钱。Kabuki也渴望寻求复仇，所以同意了。阿罗哈和Kabuki一起攻击了小Muu，促使Robbit再一次采取行动。最终，Robbit和Kabuki进行决战。Robbit设法彻底得摧毁Kabuki。阿罗哈再一次逃离了。在游戏得结尾，阿罗哈回到了小Muu，但是已经失去拥有所有得Muu Muu。他现在与Kabuki组队（那个曾经设法摧毁的人）。想要摧毁那个曾经救过他们的Robbit。他们向他扔出障碍物并且告诉他不要再回来。

## 玩法
《跳闪！2》的玩法与前作几乎相同。游戏为第一人称射击游戏视角。玩家能够在3D世界自由移动并能够以任何方向旋转视角。用户界面与前作的特征非常类似。屏幕顶端显示剩余时间、玩家的分数和具有智能的兔子提供的玩家体系、剩余数量和暗示。尽管它们具有相似性，但是本游戏的剧情有许多改变。玩家控制的角色必须在每个关卡中的Muu Muu存在时，救援出四个。而不是收集4个Jet Pods。 其他的改变是新的界面。这些界面为一个能够显示Robbit冒险的智能伴侣、一个血槽、时间槽和能够显示玩家是否可以通过跳跃平台的跳跃计。其他新增的元素包括附加提升的力量球体并且含有个人表现奖牌的能力。一个表现奖章会授予，取决于玩家的过关水平。举例来说，玩家如果通过一个简单关卡而没有使用任何武器开火会得到花孩奖章。共有12个奖章可以收集。
为了与前作有些区别，玩法的核心元素着重于玩家对于让Robbit跳跃和对于敌人射击弹的能力。Robbit共可以跳跃达到3次（如新的界面所示），使得他能够在游戏中达到非常高的状态。 作为一个新的设置，《跳闪！2》引入了一个游戏中的能量提升物和武器，诸如强大的激光束、导弹和旅行矿物。 除了新的武器之外，玩家能够以烟火方式来发现和使用旧款武器以对于敌人造成大量伤害。其他武器包括摔炮、火箭和罗马烟火筒。玩家还具有射击低能量弹的能力。射击光标位于屏幕的中心。

## 制作和发行
然而在最初的制作中，Ultra公司并没有涉及制作。《跳闪！2》由日本制作商Exact Co., Ltd制作。在制作过程中，游戏引擎和大多数界面都是从前作移植至《跳闪！2》，目的是为了节省时间。 尽管最初计划具有相似性，但是制作者觉得给予《跳闪！2》更为大的视角、 更为高质量的材质以及更新过的敌人人工智能，目的是给予游戏更为显著的第一人物3D视角。与前作不同的是，《跳闪！2》没有被设计成技术的典范。
前作与《跳闪！2》的音乐都是由日本电子游戏和动画音乐家見良津健雄所创作。在《跳闪！2》最初的音乐之中，许多音轨都包含了前作的内容（也是由见良创作）。 音乐是由Antinos Records于1996年出版。 《跳闪！2》之后于2009年重新发行。通过PlayStation Network在PlayStation 3和PlayStation Portable作为一个可下载游戏发行。游戏控制和界面与1996年发行版本一致。

## 评价
| 媒体            | 得分   |
| --------------- | ------ |
| AllGame         | [ 11 ] |
| Game Revolution | A-     |
| IGN             | 8/10   |
| Fami通          | 33/40  |

在发行之后，《跳闪！2》收到来自评论家和杂志的大多数正面评价分数（与前作相似）。许多评论家赞扬了游戏的革新。IGN评论者对游戏新扩充的世界和初代没有包括的奖励世界而影响深刻。然而他提到尽管与初代有着巨大不同，游戏“仍然值得玩”。 日本游戏杂志《Fami通》将游戏列于2000年120大游戏之内。 《GamePro》的Matthew House也对游戏的难度和长度进行了批评。他说到“当一些游戏极度令人沮丧时，这个系列确实令人惊讶的简单，并且缺乏具有挑战的剧情”。然而House表扬了游戏的可玩性和改进的图像引擎，所以相对而言在总分5颗星中，给予本游戏一个3颗半星。
《GamePro》的Shawn Sackenheim也发现游戏的主要的下坡太短和太简单，然而他也提到新的时间攻击模式以及故事线的扩展成为一个令人感兴趣的新特征，让人能够延伸游戏。Sackenheim提到尽管《跳闪！2》具有小的附属物和彻底修正的材质，对于1995年的初版，其仍然是一个必要的技术更新。 其他评论者归纳道游戏太简单。Game Revolution评论道如果包括“具有挑战性”后传，游戏总共有32道关卡。 Game Revolution也提到《跳闪！2》是一个非常值得的续作。具有更好的图像、更高的跳跃以及更多关卡。在发行之时，与同行游戏相比具有非常好的剧情。